# Hikurangi
Hikurangi es un asentamiento de Northland, en la Isla Norte , Nueva Zelanda. La ciudad de Whangarei está a 17 km al sur, y Kawakawa a de 39 km al noroeste.

## Historia
En 1682, un área de 12.000 hectáreas (49 km²) de tierra de Hikurangi fue adquirido de los maoríes locales por el Comisionado del Distrito de Tierras. La tierra se considera importante debido a que contenía madera madura y el lino de alta calidad. La zona se convirtió en un centro de fresado de madera con el establecimiento de un camino a Whangarei, en 1875, y el primero de varios aserraderos poco después.
La ciudad creció alrededor de las minas de carbón locales, que abrió sus puertas en 1890. Se extrajeron 4,2 millones de toneladas de carbón. La línea de ferrocarril alcanzó el norte de Auckland en 1894. Las inundaciones fueron un problema para las minas. Durante una huelga nacional de carbón de los mineros en 1931, la Compañía cerró su mina de carbón de Wilson y deliberadamente inundada. Los mineros formaron una empresa y compraron la mina, pero se cerró dos años más tarde, porque había pocas órdenes para el carbón durante la Gran Depresión. La última mina cerró en 1971. 
La cooperativa Hikurangi Dairy Company fue fundada en 1904. Se estableció una fábrica de productos lácteos y una flota de camiones para recoger la crema y también para entregar fertilizantes y bienes en general a los agricultores. La fábrica fue sustituida por un nuevo edificio en la década de 1950. La compañía se unió con la empresa láctea Cooperativa Northland en 1985, y cerró la fábrica. 
La piedra caliza ha sido extraída de Hikurangi desde principios del siglo XX. La cantera sigue suministrando la piedra caliza para la fábrica de cemento de Portland.

## Demografía
La población era de 1.422 personas, 690 son hombres y 729 mujeres en el censo de 2006, de los 148.470 que tiene la región de Northland.
El 64% de la población son Europeos.

## Monte Hikurangi y bosque Glenbervie
El Monte Hikurangi es un domo volcánico que se encuentra 365m al oeste del asentamiento, la montaña sagrada de Ngāti Porou, que se decía que era la primera pieza de la tierra a surgir cuando Māui pescó la isla del Norte. Según la tradición, la canoa de Maui, Nukutaimemeha, permanece varado en la cima de la montaña.

El bosque Glenbervie se encuentra al sureste del asentamiento. La carretera del estado pasa por el asentamiento hacia el norte.

## Educación
El Colegio de Hikurangi es de educación primaria (1-8 años).La primera escuela pública en Hikurangi abrió sus puertas en 1883. Se trasladó a un lugar en el camino del valle durante la Primera Guerra Mundial, y en 1973 fue reemplazado por la escuela actual
.

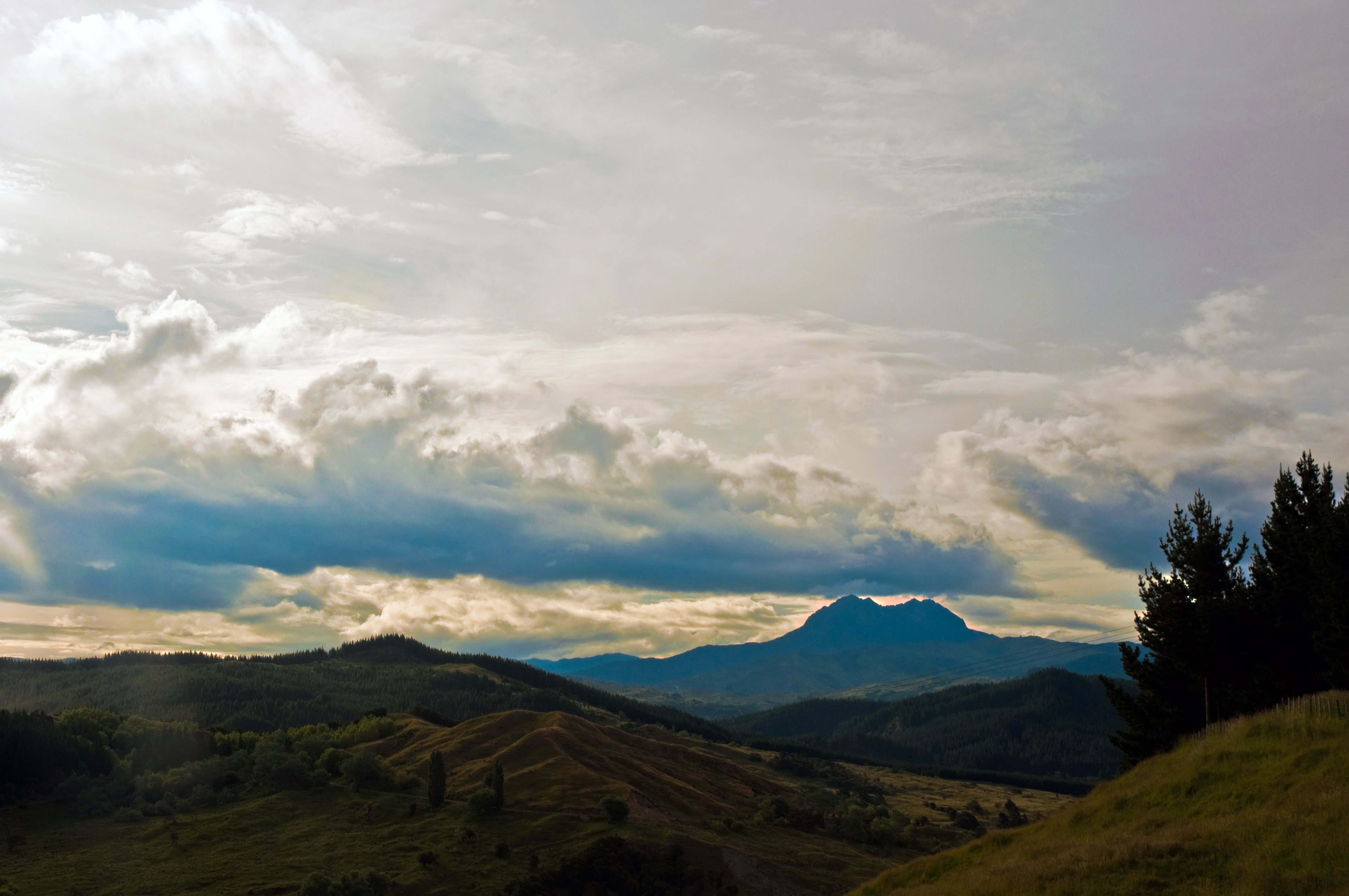
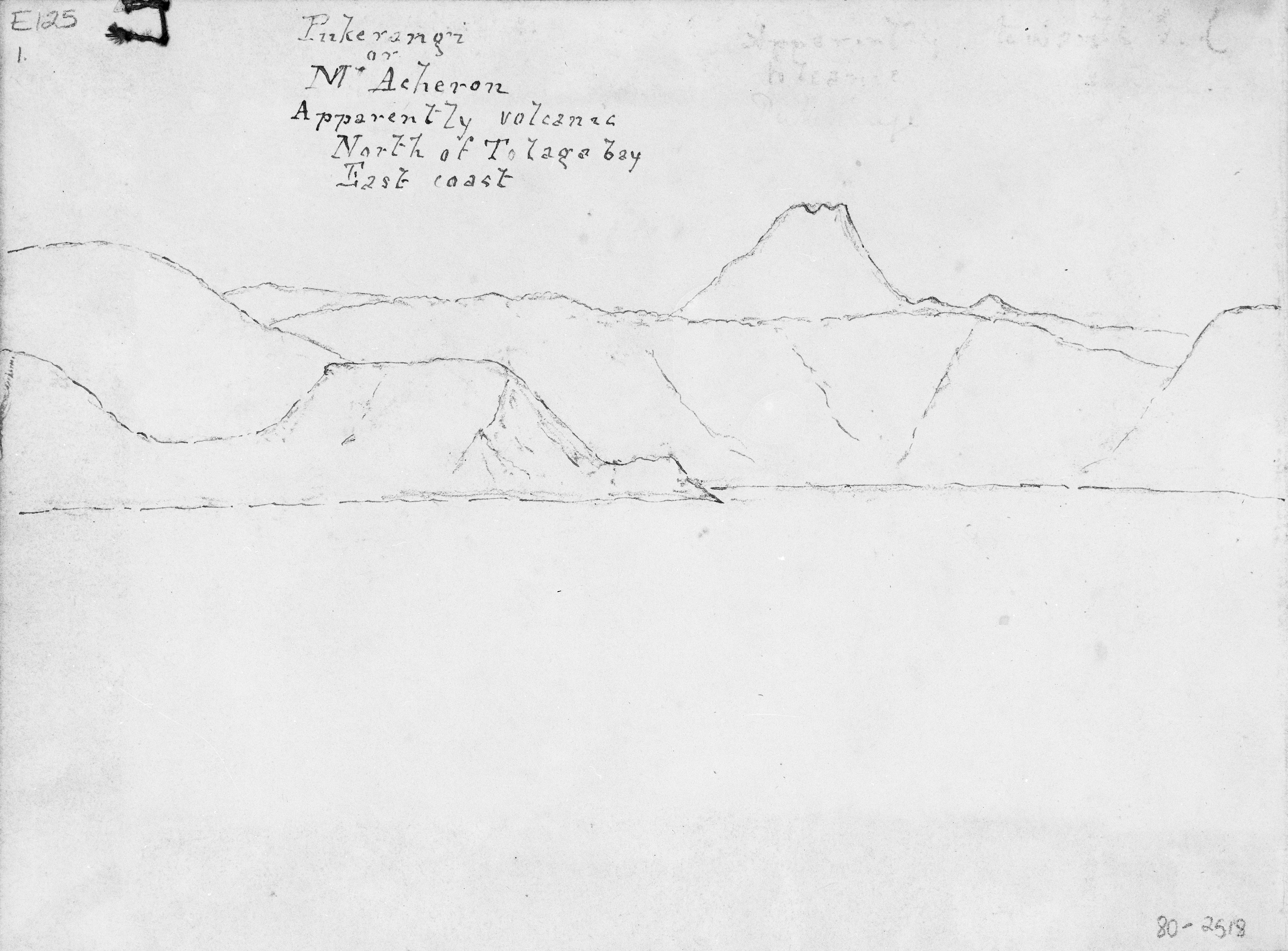
Dibujo de Coutts Crawford del Monte Hikurangi en 1864